# Llei de Biot-Savart
La llei de Biot-Savart és una equació de l'electromagnetisme que descriu el vector d'inducció magnètica B en termes de la magnitud i la direcció de la font de corrent elèctric, la distància de la font de corrent elèctric i el factor de ponderació de la permeabilitat magnètica. Aquesta llei va ser formulada pels matemàtics francesos Jean Baptiste Biot i Félix Savart.
La importància de la llei de Biot-Savart rau en el fet que és una solució a la llei d'Ampère segons la llei de la inversa del quadrat, i també a l'equació de la vorticitat d'un remolí A = B. Per tant, dona la solució al camp B de les equacions de Maxwell com la llei de Coulomb i la força de Lorentz donen la solució al camp E. La llei de Coulomb tota sola dona la solució al camp E de la llei de Biot-Savart.

## Introducció
La llei de Biot-Savart i la força de Lorentz són tan fonamentals per l'electromagnetisme com la llei de Coulomb ho és per l'electroestàtica.
En particular, si definim un element diferencial de corrent
{\displaystyle Id\mathbf {l} }
llavors el corresponent element diferencial de camp magnètic és
{\displaystyle d\mathbf {B} =K_{m}{\frac {Id\mathbf {l} \times \mathbf {\hat {r}} }{r^{2}}}}
on
{\displaystyle K_{m}={\frac {\mu _{0}}{4\pi }}\,}, on {\displaystyle \mu _{0}} és la constant magnètica.
{\displaystyle I\mathbf {} } és el corrent, mesurat en ampere
{\displaystyle d\mathbf {l} } és el vector diferencial de longitud de l'element de corrent
{\displaystyle \mathbf {\hat {r}} } és el vector unitari de desplaçament de l'element de corrent a un punt del camp i
{\displaystyle r\mathbf {} } és la distància de l'element de corrent al punt del camp

## Formes

### General
A l'aproximació magnetoestàtica, el camp magnètic pot ser determinat si la densitat de corrent j és coneguda:
{\displaystyle \mathbf {B} =K_{m}\int {{\frac {\mathbf {j} \times \mathbf {\hat {r}} }{r^{2}}}dv}}
on
{\displaystyle \mathbf {\hat {r}} ={\mathbf {r}  \over r}} és el vector unitari en la direcció de r.
{\displaystyle dv} és la unitat diferencial de volum.

### Corrent uniforme i constant
En el cas especial d'un corrent uniforme i constant I, el camp magnètic B és
{\displaystyle \mathbf {B} =K_{m}I\int {\frac {d\mathbf {l} \times \mathbf {\hat {r}} }{r^{2}}}}

### Càrrega puntual a velocitat constant
En el cas especial d'una partícula puntual carregada {\displaystyle q\mathbf {} } que es mou a una velocitat constant {\displaystyle \mathbf {v} }, l'equació anterior es redueix al camp magnètic, pren la forma:
{\displaystyle \mathbf {B} =K_{m}{\frac {q\mathbf {v} \times \mathbf {\hat {r}} }{r^{2}}}}

### Escala microscòpica
A escala microscòpica, la llei de Biot-Savart esdevé,
{\displaystyle \mathbf {H} =\epsilon \mathbf {v} \times \mathbf {E} }
on la solució a {\displaystyle \mathbf {E} } és la llei de Coulomb, i on 
{\displaystyle \mathbf {B} =\mu \mathbf {H} }
i per tant,
{\displaystyle \mathbf {B} =\mathbf {v} \times {\frac {1}{c^{2}}}\mathbf {E} }

## Aplicacions dels efectes magnètics
La llei de Biot-Savart pot ser utilitzada per calcular els efectes magnètics fins i tot a nivell atòmic o molecular, per exemple la susceptibilitat magnètica, sabent que la densitat de corrent s'ha d'obtenir a partir dels càlculs de la mecànica quàntica.

## Aplicacions en aerodinàmica
La llei de Biot-Savart també s'utilitza per calcular la velocitat induïda per les línies de vòrtex en aerodinàmica.
A les aplicacions aerodinàmiques, els papers de la vorticitat i el corrent són oposats si els comparem amb les aplicacions magnètiques.
A l'article de Maxwell 'On Physical Lines of Force' del 1861, la força del camp magnètic {\displaystyle \mathbf {H} } era comparat directament amb vorticitat pura (gir), en tant que {\displaystyle \mathbf {B} } era una vorticitat ponderada per la densitat del mar de vòrtex. Maxwell va considerar la permeabilitat magnètica μ com una mesura de la densitat del mar de vòrtex. D'aquí la relació,
(1) Inducció magnètica de corrent
{\displaystyle \mathbf {B} =\mu \mathbf {H} }
(2) Convecció elèctrica de corrent
{\displaystyle \mathbf {J} =\rho \mathbf {v} }
on ρ és la densitat de càrrega elèctrica. {\displaystyle \mathbf {B} } fou vist com un tipus de corrent magnètic de vòrtex alineats als seus plans axials, amb {\displaystyle \mathbf {H} } essent la velocitat circumferencial dels vòrtexs.
L'equació del corrent elèctric pot ser vist com com un corrent convectiu de càrrega elèctrica que implica un moviment lineal. per analogia, l'equació magnètica seria un corrent inductiu que implica un gir. No hi ha moviment lineal al corrent inductiu al llarg de la direcció del vector {\displaystyle \mathbf {B} }. El corrent magnètic inductiu representa línies de força, en particular, representa línies de força segons la llei de la inversa del quadrat.
En aerodinàmica els corrents d'aire induïts formen anelles solenoïdals entorn de l'eix dels vòrtexs i fan el mateix paper que el corrent elèctric en el cas del magnetisme. Això indica que els corrents d'aire de l'aerodinàmica fan el paper equivalent al vector d'inducció magnètica {\displaystyle \mathbf {B} } en electromagnetisme.
En electromagnetisme les línies {\displaystyle \mathbf {B} } formen anelles solenoïdals entorn la font de corrent elèctric, mentre en aerodinàmica els corrents d'aire formen anelles solenoïdals entorn de l'eix de la font de vòrtex.
Per tant, en electromagnetisme els vòrtexs juguen el paper d'efecte mentre en aerodinàmica juguen el paper de causa. Fins ara quan mirem les línies {\displaystyle \mathbf {B} } de manera aïllada, veiem l'escenari aerodinàmic en tant que {\displaystyle \mathbf {B} } és l'eix de vòrtex i {\displaystyle \mathbf {H} } és la velocitat circumferencial, segons l'article de Maxwell del 1861.
Per a una línia de vòrtex de longitud infinita, la velocitat induïda a un punt vindrà donada per
{\displaystyle v={\frac {\Gamma }{2\pi d}}}
on
Γ és la força del vòrtex
d és la distància perpendicular entre el punt i la línia de vòrtex.
Aquest és un cas límit de la fórmula per a segments de vòrtex de longitud finita:
{\displaystyle v={\frac {\Gamma }{4\pi d}}\left[\cos A+\cos B\right]}
on A i B són els angles (amb signe) entre la línia i els dos extrems del segment.

### Persones
- Jean-Baptiste Biot
- Felix Savart
- André-Marie Ampère
- James Clerk Maxwell

### Electromagnetisme
- Equacions de Maxwell
- Llei d'Ampère
- Magnetisme
- Llei de Coulomb

### Aerodinàmica
- Vorticitat